# Stefano Mordini
Stefano Mordini (ur. 10 sierpnia 1968 w Marradi) – włoski reżyser, scenarzysta i producent filmowy. Autor blisko dwudziestu filmów fabularnych, dokumentalnych i krótkometrażowych. Był czterokrotnie nominowany do nagrody włoskiej branży filmowej David di Donatello.
Od 2002 wykładał scenopisarstwo na Uniwersytecie IULM w Mediolanie. Jego pełnometrażowy debiut, Mechaniczna prowincja (2005) ze Stefano Accorsim i Valentiną Cervi w rolach głównych, miał swoją premierę w sekcji konkursowej na 55. MFF w Berlinie. Później nakręcił jeszcze filmy fabularne: Stal (2012), Czarny Perykles (2016), Niewidzialny świadek (2018), Niewierni (2020), Wróciłeś (2020) i Chłopcy z katolickiej szkoły (2021).
Prywatnie mąż aktorki Valentiny Cervi, z którą ma córkę i syna.